# Eremisca interposita
Eremisca interposita là một loài ruồi trong họ Asilidae. Eremisca interposita được Lehr miêu tả năm 1987. Loài này phân bố ở vùng Cổ Bắc giới.